# Киевчани
Това е списък на известни личности, свързани с град Киев.

## Родени в Киев
- Павел Александрович, македоно-одрински опълченец, 20-годишен, работник, ІV отделение, 4 рота на 9 велешка дружина, ранен на 7 ноември 1912, носител на орден „За храброст“ ІV степен[1]
- Олег Блохин (р. 1952), футболист
- Ефим Боголюбов (1889 – 1952), шахматист
- Михаил Булгаков (1891 – 1940), писател
- Александър Вертински (1889 – 1957), певец и актьор
- Владимир I (958 – 1015), княз
- Север Гансовски (1918 – 1990), писател
- Мила Йовович (р. 1975), киноактриса
- Григорий Козинцев (1905 – 1973), режисьор
- Карл фон Ливен (1767 – 1844), офицер и политик
- Голда Меир (1898 – 1978), израелски политик
- Владимир Моллов (1873 – 1935), български юрист и политик
- Александър Мосолов (1900 – 1973), композитор
- Нестор (1056 – 1114), историк
- Леонид Николаев (1878 – 1942), пианист
- Ирина Поснова (1914 – 1997), общественичка

## Починали в Киев
- Николай Амосов (1913 – 2002), хирург
- Асколд (?-884), варяжки военачалник
- Дир (?-884), варяжки военачалник
- Игор II (?-1147), велик княз
- Юрий Кравченко (1951 – 2005), политик
- Дмитрий Мануилски (1883 – 1959), политик
- Нестор (1056 – 1114), историк
- Олга Киевска (?-969), княгиня на Киевска Рус

## Други личности, свързани с Киев
- Тодор Бурмов (1834 – 1906), български политик, завършва богословие през 1857
- Марин Дринов (1838 – 1909), български историк, учи история в края на 1850-те
- Тодор Икономов (1835 – 1892), български политик, завършва богословие през 1865
- Марин Калугеров (1837 – 1883), български духовник, учи в града през 1850-те
- Райчо Каролев (1846 – 1928), български просветен деец, учи в града през 1863 – 1871
- Евтимий Сапунджиев (1884 – 1943) български православен богослов и общественик, възпитаник на Киевската духовна академия
- Трайко Китанчев (1858 – 1895), български революционер, завършва семинария през 1879
- Климент Търновски (1841 – 1901), български духовник и писател, завършва богословие през 1869
- Казимир Малевич (1878 – 1935), художник, живее в града до 1904 и през 1927 – 1929
- Александър Малинов (1867 – 1938), български политик, завършва право през 1891
- Димитър Моллов (1846 – 1914), български лекар и политик, завършва семинарията през 1867
- Натанаил Охридски (1820 – 1906), български духовник, завършва богословие през 1851
- Георги Пеев (р. 1979), български футболист, работи в града след 2000
- Михаил Саакашвили (р. 1967), грузински политик, завършва право през 1992
- Екзарх Стефан (1878 – 1957), български духовник, учи богословие след 1900
- Георги Тишев (1848 – 1926), български политик, завършва богословие през 1872
- Мишо Хаджийски (1916 – 1944), български писател, завършва литература през 1937
- Константин Йосифов (1893 – 1977), български инженер, учи във Владимирския кадетски корпус през 1903 – 1913

### Източици
1. ↑  Македоно-одринското опълчение 1912 - 1913 г.: Личен състав по документи на Дирекция „Централен военен архив“.   София, Главно управление на архивите, Дирекция „Централен военен архив“ В. Търново, Архивни справочници № 9, 2006. ISBN 954-9800-52-0. с. 16.